# Kostel Panny Marie Sněžné (Ruda)
Římskokatolický filiální kostel Panny Marie Sněžné v Rudě v okrese Bruntál, byl spolu s navazující křížovou cestou prohlášen v roce 2018 za národní kulturní památku ČR. Známé poutní místo. Pouť se koná vždy první neděli v srpnu k svátku Posvěcení římské baziliky Panny Marie Sněžné v roce 432.

## Historie
Obec Ruda spadala do roku 1758 do farnosti Dolní Dlouhá Loučka. V roce 1774 se osamostatnila jako kuracie a v roce 1851 byla povýšena na farnost. Do roku 1758 zde byla pouze zvonička se zvonem z roku 1583. Na místě dnešního kostela se rozkládala zahrada. Kostel nechal postavit v letech 1756-1758 uničovský rychtář Jiří Greschenberger jako poděkování za záchranu života. Ten také podpořil výstavbu pískovcové křížové cesty. Spolu s manželkou ke kostelu připojili významnou nadaci k zajištění provozu poutního místa.

## Popis

### Exteriér
Jednolodní barokní stavba stojí na mírném svahu v horní části obce. Od kostela na temeno Křížového vrchu vede cenná křížová cesta.
Kostel obdélného tvaru má mírně odsazený půlkruhově zakončený presbytář, ke kterému na východní straně přiléhá malá sakristie. Nad hlavním vstupem na západní straně se nachází čtyřboká věž s mansardovou střechou. V koutech mezi lodí a věží jsou umístěna vřetenová schodiště krytá vypouklým zděným pláštěm. Na jižní straně lodi byla v polovině 19. století přistavěna kaple, která nyní tvoří boční vstup do kostela.  Loď je kryta sedlovou střechou s cibulovitým sanktusníkem.

### Interiér
Loď je zaklenuta valenou klenbou s výsečemi, presbytář konchou s výsečemi. V západní části lodi je umístěna zděná kruchta stojící na dvou hranolových sloupech spojených oblouky.
V interiéru je barokní mramorový oltář s kopií obrazu z římské baziliky Panny Marie Sněžné a sochy sv. Jáchyma a sv. Anny. Událost z roku 1755, která předcházela výstavbě kostela, připomíná obraz v předsíni kostela, na němž je zachycen výjev se splašenými koňmi. Varhany pocházejí z roku 1762. Jde o poslední hrající nástroj mistra Jana Schwarze z Města Libavá.

## Osobnosti
- Jan Blokša (1861-1923) – jako farář v Rudě působil v letech 1897-1901. Začal psát kroniku farnosti a pořádat náboženské poutě.
- Antonín Vavroušek (1913-1983) – jako farář v Rudě působil v letech 1964-1983. Během jeho působení proběhly opravy kostela a fary.
- Bohumil Měchura (1922-2014) – hornoměstský farář, je pověřen správou farnosti po úmrtí A. Vavrouška v roce 1983[8]